# Jusheyhoea moseri
Jusheyhoea moseri – gatunek morskiego widłonoga z rodziny Chondracanthidae. Jako pierwszy opisał go w 1991 roku kanadyjski parazytolog polskiego pochodzenia – Zbigniew Kabata. Występuje w pobliżu Hawajów i jest pasożytem głębokowodnych ryb Ventrifossa atherodon z rodziny buławikowatych (Macrouridae).